# Sordocecità
Per sordocecità si intende quella condizione medica che combina, in varie misure, cecità e sordità. I sordociechi sperimentano gravi problemi di comunicazione e di mobilità, maggiori rispetto a quelli di persone solamente cieche o sorde. I sordociechi riescono a comunicare in diversi modi che dipendono dalla natura della loro disabilità. Ad esempio, una persona sorda che ha perso la vista nel corso della vita userà prevalentemente la lingua dei segni modificata. Viceversa, chi nasce cieco e in seguito diventa sordo userà linguaggi tattili.
In Italia, con la Legge 107/2010 viene riconosciuta come "disabilità specifica unica" e non più come in precedenza, una semplice sommatoria delle due disabilità.
Nelle norme per la circolazione stradale, una persona sordocieca deve essere riconosciuta con un bastone biancorosso.